# Rode wolhaarbuidelrat
De rode wolhaarbuidelrat (Caluromys lanatus) is een opossum soort uit Zuid-Amerika. Zijn leefgebied is beperkt tot vochtige bossen.
Net als elk ander soort van het geslacht Caluromys leeft de rode wolhaarbuidelrat voornamelijk in de boomtoppen. Ze verschillen van de andere leden van de opossum familie vanwege hun relatief grote encefalisatiequotiënt en een lager aantal jongen. De staart is lang en zwaar.
Het dier voedt zich voornamelijk met fruit, nectar, ongewervelden en kleine gewervelden.

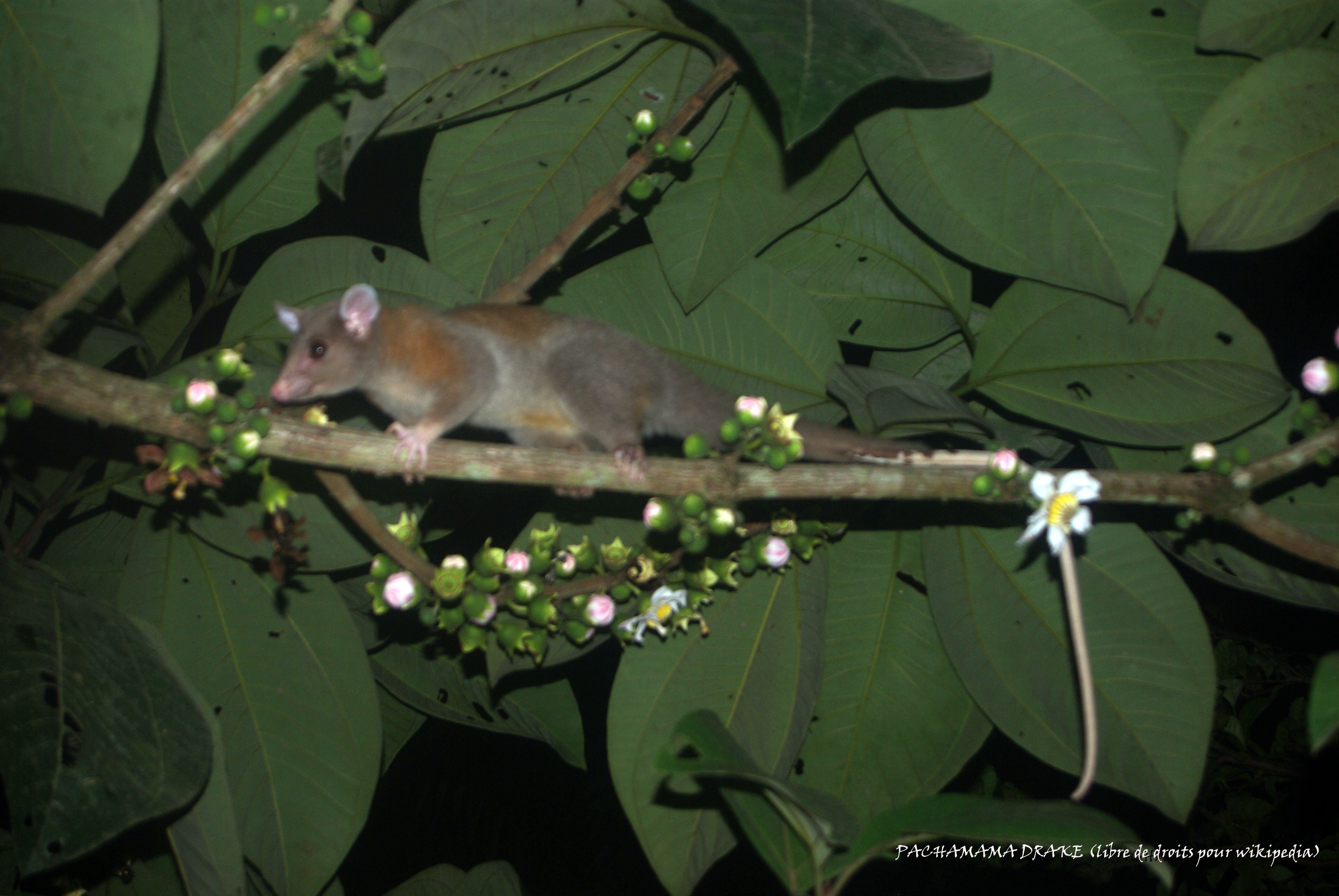
Caluromys lanatus in Costa Rica

Er worden zes ondersoorten onderscheiden:
- Caluromys lanatus lanatus – Paraguay, Argentinië en Rio Grande do Sul in Brazilië
- Caluromys lanatus cicur – noordoostelijk Colombia en noordwestelijk Venezuela.
- Caluromys lanatus nattereri – Bolivia en de Braziliaanse staten Mato Grosso en Mato Grosso do Sul.
- Caluromys lanatus ochropus – westelijk Brazilië en zuidelijk Venezuela
- Caluromys lanatus ornatus – zuidelijk Colombia, laaglanden van Bolivia, Ecuador en Peru, ten oosten van de Andes.
- Caluromys lanatus vitalinus – zuidoostelijk Brazilië.